# Bukra
Bukra (arab. ‏بوكراع‎, Būkrāʿ; berb. ⴱⵓⴽⵔⴰⵄ, Bukraɛ; fr. Boukraa; hiszp. Bucraa) – miasto w Saharze Zachodniej, w którym znajduje się jedna z większych na świecie kopalnia odkrywkowa fosforytów.
Bukra leży na południowy wschód od Al-Ujun, w kontrolowanej przez Maroko części kraju. Według marokańskiego podziału administracyjnego leży w regionie Al-Ujun-As-Sakija al-Hamra.
W pobliżu miasta leżą, szacowane na 1,7 mld ton, jedne z największych na świecie złoża fosforytów. Wydobycie rozpoczęto w pierwszej połowie lat 70. XX w. Z powodu toczącej się wojny w Saharze Zachodniej w drugiej połowie lat 70. i na początku lat 80. działanie kopalni było przerywane przez ataki bojowników Frontu Polisario. Dopiero budowa w 1982 r. pierwszego etapu wału zachodniosaharyjskiego względnie zabezpieczyła kontrolę Maroka nad tzw. ang. Useful Triangle i pozwoliła wznowić wydobycie. Urobek jest transportowany mierzącym ok. 100 km, najdłuższym na świecie, taśmociągiem do nadmorskiego Al-Ujun, skąd jest eksportowany drogą morską na cały świat. W 2011 r. kopalnia wydobywała ok. 2,4 mln ton fosforytów rocznie. Od czasu opanowania tego terenu przez Maroko to ten kraj czerpie korzyści ze sprzedaży fosforytów z Bukry. Z racji dyskryminowania miejscowej ludności Sahrawi na rzecz przybyłych Marokańczyków w czerpaniu korzyści z wydobycia oraz wciąż nierozwiązanego problemu statusu międzynarodowego Sahary Zachodniej niektóre firmy zrezygnowały z kupowania fosforytów wydobywanych na obszarze Sahary Zachodniej

## Współpraca
- Castro Urdiales, Hiszpania
- Llodio, Hiszpania